# El Ceñidor
El Ceñidor es una localidad mexicana ubicada en el estado de Michoacán, se ubica en el municipio de Múgica en la llamada Tierra Caliente Mexicana.

## Geografía
A la localidad le corresponden las coordenadas geográficas 19°0′1.59″ de latitud norte y -102°21′3.452″ de longitud oeste, con una altitud de 350 m s. n. m. Se encuentra a una distancia aproximada de 10.6 kilómetros al suroeste de la cabecera municipal, Nueva Italia de Ruiz.

### Orografía
Su relieve lo constituye la depresión del Balsas y el cerro Pelón.

### Clima
Es seco estepario con lluvias en verano. Tiene una precipitación promedio de 247 mm anuales y su temperatura va desde los 15 °C a los 37 °C.

## Demografía
El Ceñidor cuenta según datos del XIV Censo General de Población y Vivienda con una población de 2,515 habitantes hasta el año 2020, lo que representa un aumento de 280 habitantes respecto al censo de 2010. Se encuentra totalmente conurbado con la localidad de Antúnez (Michoacán)  división que se aprecia por un canal o arrollo de aguas negras siendo Antúnez cabecera del ayuntamiento de Parácuaro, y El Ceñidor cabecera ayuntamiento de Múgica por lo cual es una conurbación municipal que cuenta con una población de 12,786 habitantes.

### Población deEl Ceñidor1930-2020
Imagen:Fco.Jpg
| Gráfica de evolución demográfica de El Ceñidor entre 1930 y 2020                                  |
|                                                                                                   |
| Población de los censos del Instituto Nacional de Estadística y Geografía (INEGI) de 1900 a 2020. |

## Festividades
- 15 y 16 de septiembre-Aniversario de la Independencia
- 16 de noviembre-Aniversario de la fundación del Ejido
- 20 de noviembre-Aniversario de la Revolución Mexicana